# Musaeb Abdulrahman Balla
Musaeb Abdulrahman Balla (arab. مصعب عبد الرحمن بلة; ur. 19 marca 1989 w Sudanie) – katarski lekkoatleta specjalizujący się w biegu na 800 metrów.
W 2008 zdobył złoto mistrzostw Azji juniorów. Srebrny medalista halowego czempionatu Azji z 2010. W tym samym roku sięgnął po brąz igrzysk azjatyckich w Kantonie. W 2011 zdobył złoty medal igrzysk panarabskich. Półfinalista halowych mistrzostw świata i igrzysk olimpijskich z 2012. W kwietniu 2013 zdobył złoto w biegu na 800 metrów podczas mistrzostw Rady Współpracy Zatoki Perskiej, a miesiąc później triumfował na mistrzostwach panarabskich. Złoty medalista mistrzostw Azji w Pune oraz igrzysk frankońskich w Nicei (2013). Halowy mistrz Azji z Hangzhou (2014). W 2015 zdobył dwa złote medale mistrzostw Azji oraz był szósty na dystansie 800 metrów podczas mistrzostw świata w Pekinie.
W czerwcu 2016, w związku z dochodzeniem w sprawie trenera Jamy Adena (oskarżonego o rozprowadzanie nielegalnych środków dopingujących), został zatrzymany przez hiszpańską policję. Za naruszenie przepisów antydopingowych Balla został ukarany czteroletnią dyskwalifikacją, biegnącą do grudnia 2020.

## Osiągnięcia
| Rok  | Impreza                                     | Miejsce   | Konkurencja             | Lokata     | Wynik   |
| ---- | ------------------------------------------- | --------- | ----------------------- | ---------- | ------- |
| 2008 | Halowe mistrzostwa Azji                     | Doha      | bieg na 800 metrów      | półfinał   | 1:51,93 |
| 2008 | Mistrzostwa Azji juniorów                   | Dżakarta  | bieg na 800 metrów      | 1. miejsce | 1:52,45 |
| 2010 | Halowe mistrzostwa Azji                     | Teheran   | bieg na 800 metrów      | 2. miejsce | 1:54,25 |
| 2010 | Igrzyska azjatyckie                         | Kanton    | bieg na 800 metrów      | 3. miejsce | 1:46,19 |
| 2011 | Igrzyska panarabskie                        | Doha      | bieg na 800 metrów      | 1. miejsce | 1:45,92 |
| 2012 | Halowe mistrzostwa świata                   | Stambuł   | bieg na 800 metrów      | półfinał   | 1:49,51 |
| 2012 | Igrzyska olimpijskie                        | Londyn    | bieg na 800 metrów      | półfinał   | 1:47,52 |
| 2013 | Mistrzostwa Rady Współpracy Zatoki Perskiej | Doha      | bieg na 800 metrów      | 1. miejsce | 1:48,18 |
| 2013 | Mistrzostwa panarabskie                     | Doha      | bieg na 800 metrów      | 1. miejsce | 1:45,90 |
| 2013 | Mistrzostwa Azji                            | Pune      | bieg na 400 metrów      | 4. miejsce | 46,45   |
| 2013 | Mistrzostwa Azji                            | Pune      | bieg na 800 metrów      | 1. miejsce | 1:46,92 |
| 2013 | Mistrzostwa świata                          | Moskwa    | bieg na 800 metrów      | półfinał   | 1:45,43 |
| 2013 | Igrzyska frankofońskie                      | Nicea     | bieg na 800 metrów      | 1. miejsce | 1:46,57 |
| 2013 | Igrzyska solidarności islamskiej            | Palembang | bieg na 800 metrów      | 2. miejsce | 1:44,19 |
| 2014 | Halowe mistrzostwa Azji                     | Hangzhou  | bieg na 800 metrów      | 1. miejsce | 1:50,27 |
| 2014 | Halowe mistrzostwa świata                   | Sopot     | bieg na 800 metrów      | eliminacje | DQ      |
| 2014 | Puchar interkontynentalny                   | Marrakesz | bieg na 800 metrów      | 7. miejsce | 1:48,50 |
| 2015 | Mistrzostwa panarabskie                     | Manama    | bieg na 800 metrów      | 1. miejsce | 1:46,74 |
| 2015 | Mistrzostwa Azji                            | Wuhan     | bieg na 800 metrów      | 1. miejsce | 1:49,40 |
| 2015 | Mistrzostwa Azji                            | Wuhan     | sztafeta 4 × 400 metrów | 1. miejsce | 3:02,50 |
| 2015 | Mistrzostwa świata                          | Pekin     | bieg na 800 metrów      | 6. miejsce | 1:47,01 |
| 2016 | Halowe mistrzostwa Azji                     | Doha      | bieg na 800 metrów      | 1. miejsce | 1:46,92 |
| 2016 | Halowe mistrzostwa Azji                     | Doha      | sztafeta 4 × 400 metrów | 1. miejsce | 3:08,20 |
| 2016 | Halowe mistrzostwa świata                   | Portland  | bieg na 800 metrów      | 5. miejsce | 1:48,31 |

## Rekordy życiowe
- Bieg na 400 metrów – 46,44 (2013)
- Bieg na 600 metrów (hala) – 1:15,83 (2014) halowy rekord Azji[3]
- Bieg na 800 metrów – 1:43,82 (2015) rekord Kataru
- Bieg na 800 metrów (hala) – 1:45,48 (2015) rekord Kataru